# Lumi i Tërkuzës
Lumi i Tërkuzës är ett vattendrag i Albanien. Det ligger i den nordvästra delen av landet, 18 km nordväst om huvudstaden Tirana.
Trakten runt Lumi i Tërkuzës består till största delen av jordbruksmark.  Runt Lumi i Tërkuzës är det ganska tätbefolkat, med 248 invånare per kvadratkilometer.